# På solsiden
På solsiden är en norsk svartvit dramafilm från 1956 i regi av Edith Carlmar. Den bygger på Helge Krogs pjäs med samma namn och i de ledande rollerna ses Randi Kolstad, Arne Lie och Ellen Isefiær.

## Handling
Ester (Randi Kolstad) har gift sig in i en förmögen godsägarfamilj. Hon kommer inte överens med sin svärmor (Ellen Isefiær) som är övertygad om att Ester bara gift sig med hennes son Hartvig (Arne Lie) för pengarnas skull. Esters liv har inte varit bekymmersfritt och hon gör upp med sin makes familj, som alltid har levt livet "på solsidan".

## Rollista
- Randi Kolstad – Ester Riibe, godsägarens fru
- Arne Lie – Hartvig Riibe, godsägare
- Ellen Isefiær – Margrethe, Hartvigs mor
- Henny Moan – Wenche, Hartvigs syster
- Haakon Arnold – man på brygga
- Otto Carlmar – stationsmästaren
- Lalla Carlsen – kvinna på båten
- Joachim Holst-Jensen – Severin
- Odd Johansen – stallkarlen
- Ragnar Olason – man på brygga
- Frank Robert – Joachim Bris, författare
- Odd Rohde – dräng
- Jan Voigt – Preben Klingeberg, dagdrivare

## Om filmen
Filmen bygger på Helge Krogs pjäs På solsiden som hade urpremiär den 15 januari 1927 på Nationaltheatret i Oslo och svensk urpremiär den 8 mars 1941 på Blancheteatern i Stockholm. Pjäsen filmatiserades första gången 1935 som På Solsidan i regi av Gustaf Molander.
Den norska filmen från 1956 regisserades av Edith Carlmar och producerades av hennes make Otto Carlmar för Carlmar Film AS, i samproduktion med Norsk Film A/S. Otto Carlmar skrev också filmens manus tillsammans med Kåre Bergstrøm. Den filmades av Sverre Bergli och klipptes av Fritze Kiær Nilsen. Musiken komponerades av Gunnar Sønstevold.
Premiären ägde rum den 10 september 1956 i Norge.